# Geza Heller
Géza Heller (1902, Kecskemét, Bács-Kiskun, Hungria - 1992, Passa Quatro, Minas Gerais, Brasil) foi um pintor, artista gráfico, desenhista, e arquiteto e gravador húngaro-brasileiro.

## Carreira e biografia

### Arquitetura

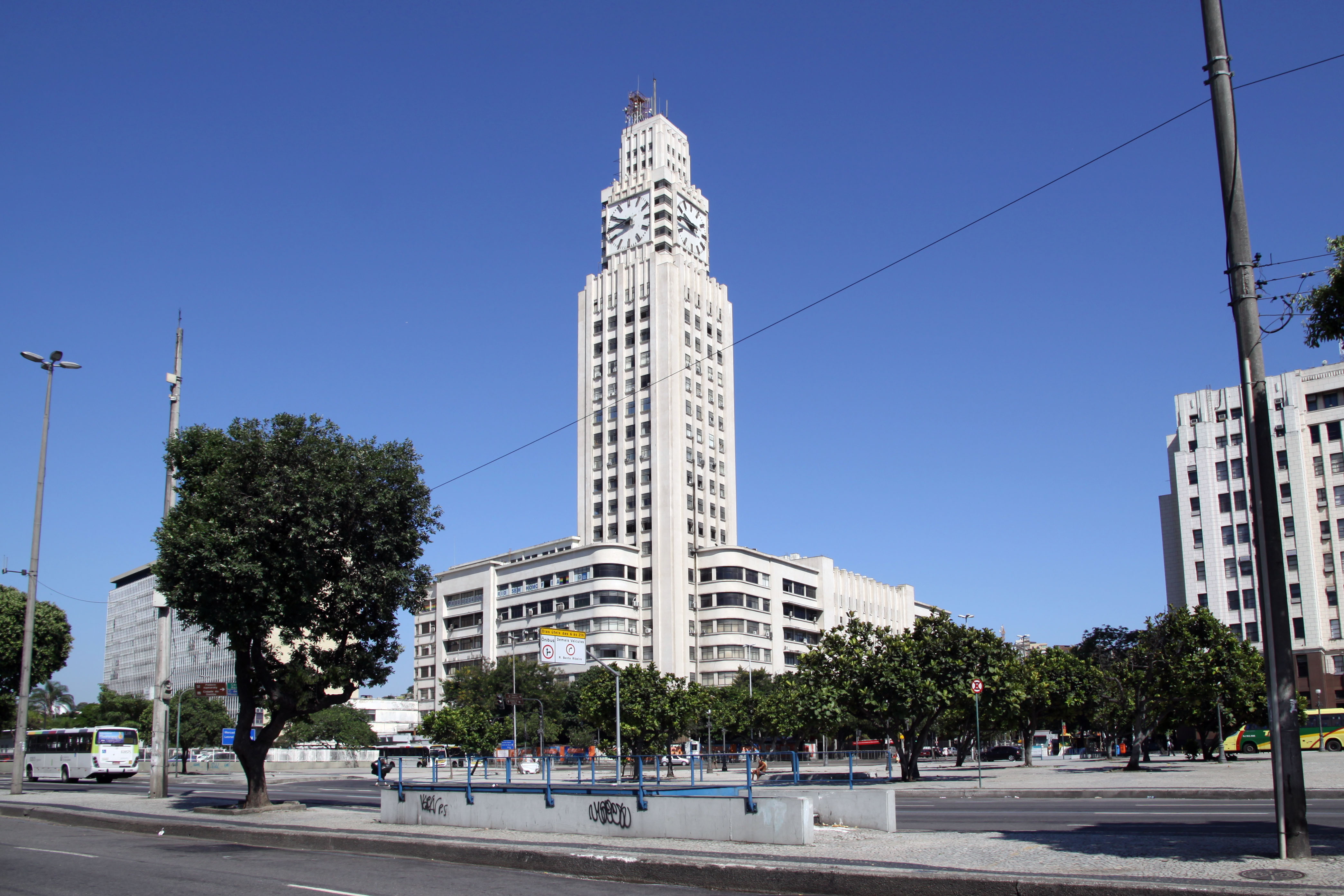
O novo edifício da Estação Central do Brasil, cuja planta finalmente aprovada em 1937 trazia o arquiteto Geza Heller como principal inspirador

Nascido na Hungria, estuda arquitetura em Budapeste, em 1921 Sua filha Sylvia afirma que ele veio para a América Latina em busca de estudos e profissionalização, pois o primeiro-ministro da Hungria era antissemita e baixou, na época, leis que proibiam os judeus de ter acesso à universidade.

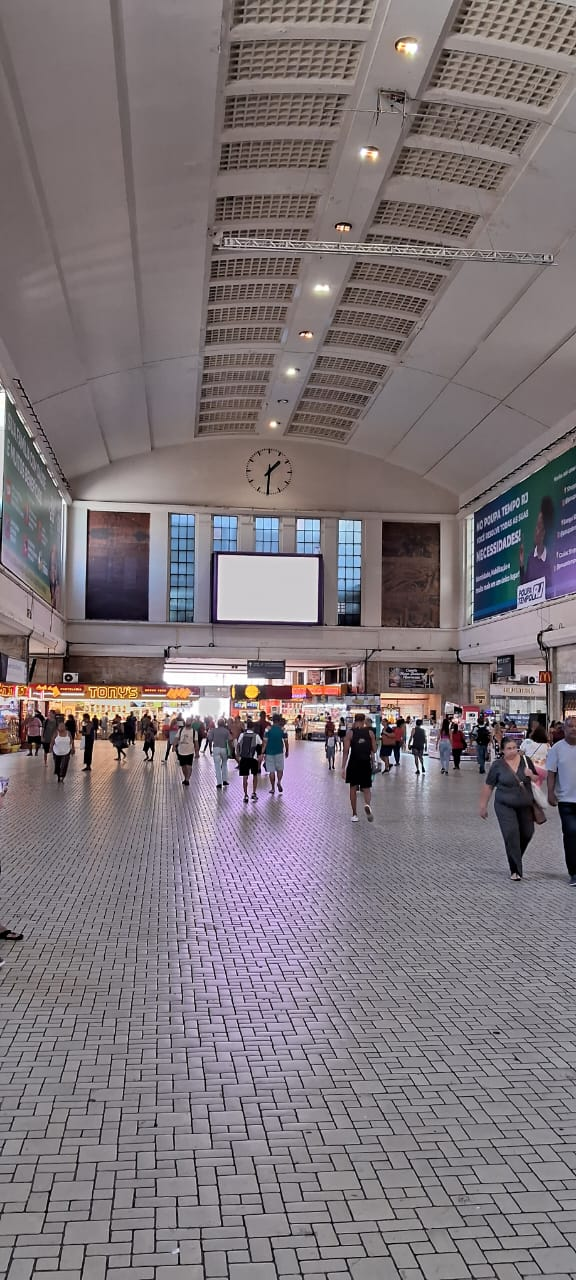
Saguão central interno da estação ferroviária Central do Brasil

Chegou ao Brasil em 1925, estabelecendo-se na cidade do Rio de Janeiro, então capital do país em 1933, onde viveria por 56 anos; na cidade fez grandes obras, tanto na arquitetura quanto nas artes plásticas. A Igreja da Santíssima Trindade e o edifício Tabor-Loreto, no bairro do Flamengo; e os cinemas Metro Passeio e Metro Copacabana são alguns exemplos dos trabalhos de arquitetura nos quais participou. O novo edifício-prédio sede da Estrada de Ferro Central do Brasil, inaugurado em 1937, originalmente previa apenas uma ampliação e mais quatro andares; foi o arquiteto Geza Heller principal inspirador que incluiu 32 andares e quatro relógios distribuídos na fachada.

### Artes
Com Guignard, entre 1942 e 1943, estuda pintura, Geza, junto com Milton Ribeiro, Waldemar Cordeiro, Elisa Byington e Iberê Camargo, acaba sendo um dos integrantes do grupo de artistas que se formou em torno daquele pintor; o chamado Grupo Guignard. A única exposição feita pelo Grupo Guignard foi inaugurada no Diretório Acadêmico da Escola Nacional de Belas Artes (ENBA) em 25 de outubro de 1943, com mais de 150 desenhos, aquarelas e guaches de caráter moderno, obtendo grande repercussão na imprensa. Apenas três dias depois foi desmontada à força por estudantes conservadores, o que chegou a danificar algumas das obras expostas, mas foi reinaugurada na Associação Brasileira de Imprensa, onde o público teve acesso a exposição. O Grupo Guignard, também ficou conhecido como a Nova Flor do Abacate, apelidado assim por Manuel Bandeira em artigo publicado na ocasião da exposição do grupo, inspirado pela localização do ateliê coletivo, situado no prédio da antiga gafieira Flor do Abacate, no bairro do Flamengo. O grupo durou um ano, até Guignard ser convidado por Juscelino Kubistchek para dirigir o curso livre de desenho e pintura na Escola de Belas Artes, em Belo Horizonte, que com seu falecimento, tornou-se a atual Escola Guignard.
A primeira exposição individual de pintura de Geza Heller acontece em 1949, no Instituto de Arquitetos do Brasil, no Rio de Janeiro.
Na década de 1960 os trabalhos de Geza Heller recebem vários prêmios, e ganham maior importância nos salões de pintura brasileiros; em destaque o seu álbum de gravuras com paisagens do Rio de Janeiro. Entre 1964 e 1965, usando a técnica de metal de água forte, fez álbuns e gravura retratando paisagens históricas das cidade de Ouro Preto e Rio de Janeiro. Em 1967 faz gravuras de paisagens de Salvador, na Bahia.
Deixou o Rio de Janeiro, indo para São Paulo; e desde 1987 passou a viver no interior de Minas Gerais, na cidade de Passa Quatro. Veio a falecer em sua casa, em decorrência de uma embolia pulmonar, sendo sepultado no Cemitério Municipal de Passa Quatro.

## Reconhecimento e homenagens póstumas
Para o pintor Carlos Scliar, o trabalho de Geza Heler "tinha extrema sensibilidade, era um figurativo que permite viagens e uma leitura interpretativa de sua obra, que não é só um documento"
Em 2012, como lembrança aos 120 anos de seu nascimento, foi aberta no Rio de Janeiro a exposição “Géza Heller: um carioca sonhador”, no Parque das Ruínas, no bairro de Santa Teresa. A exposição reunia alguns de seus projetos e, também, 30 desenhos inéditos de paisagens da cidade, em sua maioria da década de 1930, acompanhados de fotografias atuais com o mesmo ângulo das paisagens, feitas pelo fotógrafo Hermano Taruma.